# Súdwest-Fryslân
Súdwest Fryslân (in olandese: Zuidwest-Friesland) è una municipalità dei Paesi Bassi di circa 82 000 abitanti situata nella provincia della Frisia. È stato istituito il 1º gennaio 2011 dall'unione dei precedenti comuni di Bolsward, Nijefurd, Sneek, Wonseradeel e Wymbritseradeel. Inoltre, il 1º gennaio 2014, parte del territorio della soppressa municipalità di Boarnsterhim, è stato incorporato nel territorio comunale. È il comune più esteso dei Paesi Bassi.